# Sur le culte de la personnalité et ses conséquences
 (juillet 2025).
Si vous disposez d'ouvrages ou d'articles de référence ou si vous connaissez des sites web de qualité traitant du thème abordé ici, merci de compléter l'article en donnant les références utiles à sa vérifiabilité et en les liant à la section « Notes et références ».

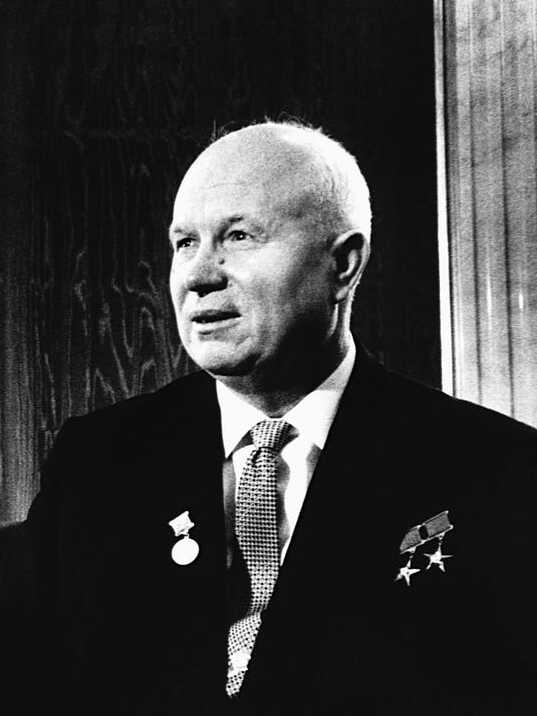
Le Secrétaire Général du PCUS Nikita Khrouchtchev a fait le discours pendant le XXe Congrès du PCUS.

Appelé en russe О культе личности и его последствиях, connu populairement comme le « Discours secret de Khrouchtchev » (en russe: секретный доклад Хрущёва; romanisation: sekretnïy doklad Khrouchtcheva), il s'agit d'une intervention célèbre de l'homme politique soviétique Nikita Khrouchtchev lors du XXe Congrès du Parti Communiste de l'Union Soviétique (PCUS), le 25 février 1956. Il y dénonce les crimes présumés de Staline et la répression pendant la Grande Purge dans les années précédant la Seconde Guerre mondiale. C'est le premier exemple d'autocritique sur la manière dont l'État doit tracer le chemin vers le socialisme.
Ce discours marque une rupture de la ligne officielle du Parti reflétant les principes du stalinisme et la représentation erronée de l'héritage stalinien dans la politique marxiste léniniste. Il tente de réformer le PCUS dans une perspective de révisionnisme historique, passant politiquement d'un réel socialisme scientifique à un capitalisme d'État dominé par la bureaucratie. Il répudie le culte de la personnalité et plus particulièrement le culte de la personnalité de Staline. Plusieurs théoriciens marxistes, tels que Enver Hoxha ou Amadeo Bordiga, le considèrent comme une insulte à l'héritage initial du léninisme, et provoqueront une division interne au sein du bloc socialiste, conduisant à des événements tels que la scission sino-soviétique, la scission albano-soviétique, et la montée de l'influence anti-révisionniste, conduisant à l'antisoviétisme de la gauche révolutionnaire.
Il tire son nom de la séance au cours de laquelle il a été prononcé, puisqu'il s'agissait d'une séance à huis clos à laquelle les invités étrangers du Congrès n'ont pas participé. De plus, son texte original n'a été publié dans son intégralité dans la gazette officielle du Comité Central du Parti que le 3 mars 1989, à la suite de l'ouverture opérée par Gorbatchev dans le processus de glasnost.

## Contexte historique
Contrairement à la croyance populaire, le discours secret ne marque pas la première rupture entre les nouveaux gouvernants de l'Union Soviétique et Staline. Avant ce discours, des premières mesures visant à mettre fin à la structure stalinienne en place dans le pays avaient déjà été prises. En fait, le discours même s'appuie en partie sur les conclusions de la « Commission Pospelov ». Cette commission spéciale du Comité Central du PCUS avait été créée le 31 janvier 1955, afin d'enquêter sur la répression exercée à l'encontre de quelques délégués du XVIIe Congrès du Parti de 1934. Celle-ci est parvenue à rassembler suffisamment de preuves pour affirmer qu'entre 1938 et 1939, au plus fort de la Grande Purge, plus d'un million et demi de membres du Parti avaient été accusés d'« activités antisoviétiques », et au moins 680.000 d'entre eux avaient été exécutés. En 1956, la nouvelle génération de dirigeants de l'État communiste était confrontée à un lent processus de réhabilitation des « vieux bolcheviques », alors que la libération des prisonniers des camps de travail forcés du Goulag était bien trop lente. Malgré les avancées précédentes, les victimes du groupe du « procès de Moscou » n'ont été pleinement réhabilitées qu'en 1988.

## Diffusion du discours
Peu après la lecture du discours au Congrès du Parti, la nouvelle parvient en Occident par un journaliste de l'agence Reuters nommé John Rettie, qui en apprend rapidement l'existence avant un voyage à Stockholm. Ainsi, le discours est connu des pays capitalistes dès la mi-mars. Rettie, lui, croyait qu'il s'agissait d'un discours rédigé par Khrouchtchev mais lu par quelqu'un d'autre.

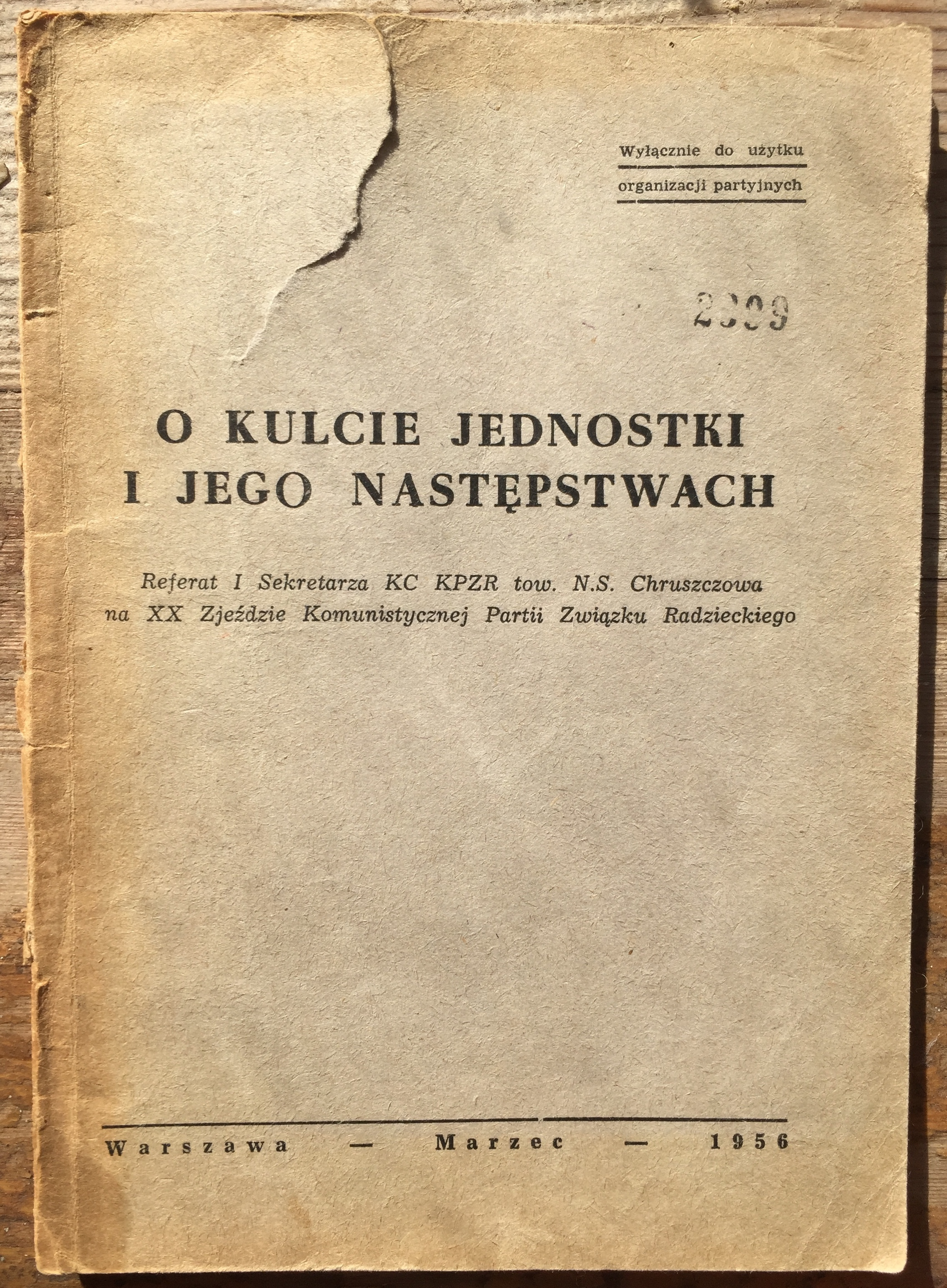
Première édition du discours secret. Publiée à Varsovie en mars 1956 avec le titre en polonais O kulcie jednostki i jego następstwach.

Le 5 mars 1956, le Præsidium du Soviet Suprême de l'Union Soviétique ordonne à toutes les organisations du Parti, ainsi qu'aux membres du Komsomol, que le rapport de Khrouchtchev soit lu à toutes les réunions, en présence des membres et des non-membres. Ainsi, dès l'année de l'allocution, le contenu du discours est déjà connu par presque toute la population soviétique. Par conséquent, l'expression discours secret doit être considérée comme incorrecte, car elle n'a jamais été utilisée par la population russe. Cependant, le texte intégral du discours n'a été publié qu'en 1989.
Peu après la lecture du discours, des copies sont envoyées aux principaux dirigeants des partis Communistes du Bloc de l'Est. Les dirigeants et militants des autres partis ne sont informés de son existence qu'après sa publication dans la presse américaine.
La diffusion hors de la sphère soviétique s'est faite d'une curieuse façon :
Le document est reçu par les leaders des pays communistes européens ; dans le cas de la Pologne, il est aussi reçu par le premier secrétaire du Parti Ouvrier Unifié Polonais, Edward Ochab. Une de ses secrétaires, Lucia Baranowski, le prête à son fiancé journaliste  juif Viktor Grayevsky, qui avait eu vent de son existence. Ayant le discours en mains, il le porte à l'ambassade d'Israël à Varsovie où il le passe, sans le savoir, à un agent de renseignements nommé Yaakov Barmor, qui le photographie et l'expédie à Jérusalem, où il arrive le 3 avril 1956. Les services secrets israéliens ayant un pacte secret de collaboration avec leurs homologues américains, vu la taille et l'importance du document, ils en expédient une copie à Allen Dulles, directeur de la CIA, qui — une fois son authenticité vérifiée — informe le président des États-Unis Eisenhower du texte intitulé XXe Congrès du Parti, discours du camarade Khrouchtchev, et le président permet que l'information soit transmise au New York Times pour publication.

## Structure du discours
La structure partielle du discours est la suivante :
- Dénonciation du culte de  Staline.
  - Citations de textes classiques de marxisme-léninisme s'attaquant au culte de l'individu.
  - Citations du testament de Lénine et d'écrits de Nadejda Kroupskaïa attaquant la personnalité de Staline.
  - Utilisation par Staline du concept d'« ennemi du peuple » comme arme de lutte politique ;  jusque là, la lutte contre les trotskistes et l'opposition était purement idéologique.
  - Violation par Staline des normes de direction collective.
    - Répression contre les militants communément appelés « vieux bolchéviques » et des délégués au XVIIe Congrès. Des 1966 délégués, 1108 ont été accusés d'être contre-révolutionnaires, dont 848 ont été exécutés. Des 139 membres et candidats du Comité Central, 98 ont été des déclarés «ennemis du peuple ».
    - Après la brutale répression, Staline a cessé de prendre en compte les principes de collaboration.

  - Exemples de répression stalinienne :
    - Création de fausses preuves pour accuser ses ennemis (voir Les Grandes Purges , Andréï Vychinski).
    - Exagération de son rôle pendant la Grande Guerre Patriotique.
    - Déportation des nationalités.
    - Complot des médecins.
    - Création de peintures, de chansons, à la gloire du leader.